# Fuji International Speedway

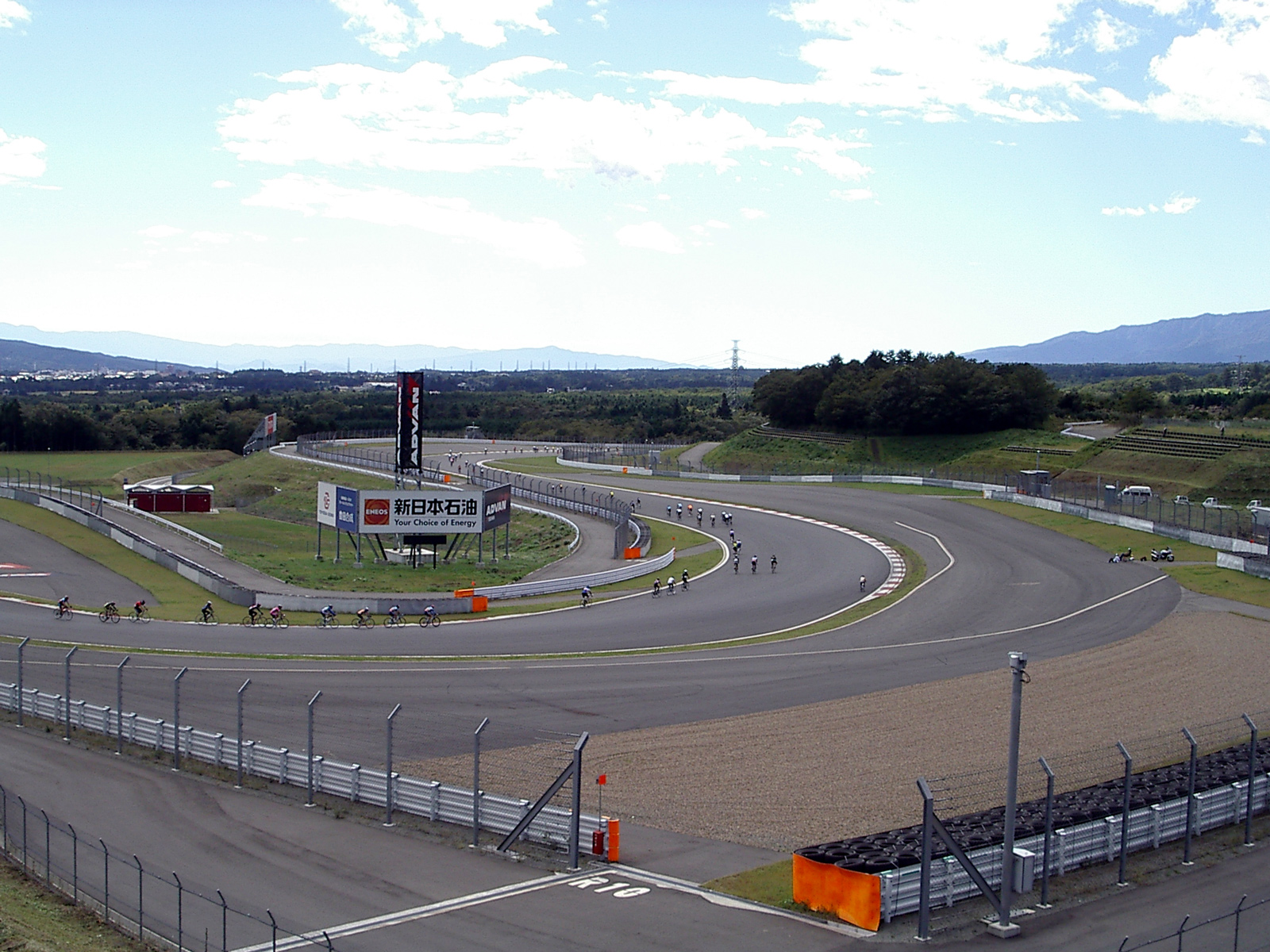
Widok na zakręt nr 5

Fuji International Speedway – tor wyścigowy położony w Oyama w prefekturze Shizuoka w Japonii. Swoją nazwę zawdzięcza położeniu w pobliżu góry Fudżi.
Tor otwarto w 1965 roku. W następnym sezonie odbył się inauguracyjny wyścig z udziałem najlepszych kierowców Formuły 1 oraz amerykańskiej serii Indy Car. Zwyciężył Jackie Stewart.
Zawody Grand Prix Formuły 1 rozgrywane były w sezonach 1976 i 1977. W obu przypadkach wyścig był ostatnią eliminacją sezonu.
W 1976 roku wyścig odbył się w ulewnych opadach deszczu. Walczący o tytuł mistrzowski Niki Lauda wycofał się ze względów bezpieczeństwa już na drugim okrążeniu, a jego rywal – James Hunt zajął trzecie miejsce i został mistrzem świata z przewagą zaledwie jednego punktu.
W 1977 roku po wypadku z udziałem  Gilles'a Villeneuve'a oraz Ronniego Petersona, którego skutkiem były dwie ofiary śmiertelne wśród kibiców, zawieszono organizację wyścigów Formuły 1 na tym torze. W 2007 roku wyścig na torze Fuji ponownie znalazł się w kalendarzu.
Od 2000 roku tor jest własnością koncernu motoryzacyjnego Toyota.
7 lipca 2009 roku została ogłoszona informacja, że tor Fuji nie będzie już organizował Grand Prix Japonii Formuły 1.

## Dane toru
- Długość toru: 4,563 km
- Liczba rozegranych GP: 4
- Rekord toru

Wyścig: 1:18.426  Felipe Massa, Ferrari F2008 (2008)
Kwalifikacje: 1:18.404  Lewis Hamilton, McLaren MP4-23 (2008)
- Rekord toru 1976-77

Wyścig: 1:14.300  Jody Scheckter, Wolf-Ford WR3 (1977)
Kwalifikacje: 1:12.230  Mario Andretti, Lotus-Ford 78 (1977)

## Zwycięzcy wyścigów
| Sezon | Kierowca        | Zespół           |        |
| ----- | --------------- | ---------------- | ------ |
| 1976  | Mario Andretti  | Lotus-Ford       | Wyniki |
| 1977  | James Hunt      | McLaren-Ford     | Wyniki |
| 2007  | Lewis Hamilton  | McLaren-Mercedes | Wyniki |
| 2008  | Fernando Alonso | Renault          | Wyniki |